# 徐永煐
徐永煐（1902年6月6日—1968年9月9日），江西龙南人，生于安徽怀宁，中华人民共和国政治人物、外交官。

## 生平
1916年，徐永煐考入北京清华留美预备学校。1919年，参加五四运动。1920年，和同学施滉、冀朝鼎成立唯真学会。1924年，先后拜访孙中山和李大钊。同年赴太原山西法政专门学校任职。1925年，赴美留学，在芝加哥大学攻读法律。1926年，转入威斯康星大学攻读经济，同时在芝加哥大学学习哲学和历史。期间参加美国共产党的研习小组，并加入中国国民党。同年，转入斯坦福大学攻读经济。1927年，加入美国共产党，担任美共中央中国局总部委员，创建美洲拥护中国工农革命大同盟。1928年，创建大同盟机关报《先锋报》，主编美共中文杂志《共产》。1933年，当选美共中央中国局书记。1936年，不再担任书记一职，仍任委员。1938年，共产国际整顿美共中央中国局，徐永煐被排挤出领导层。1940年，美共清理非公民党员，徐永煐退出美国共产党，但仍以美共积极分子身份参与活动。
1946年，接周恩来通知回国。此后化名“徐大年”，任中共中央外事组编译处处长。1949年2月，任天津市委外事研究组副组长。5月，调任上海市外侨处副处长。年底参与筹建中国人民外交学会。同年恢复本名徐永煐。1950年2月，调任华东军政委员会参事室副主任、代理主任一职。3月，参加出席联合国大会中国代表团。5月，任中共中央宣传部英译毛选委员会主任，主持完成《毛泽东选集》前三卷英译。1952年，参加筹备亚洲及太平洋区域和平会议，任翻译处处长。
1953年，徐永煐调入中央人民政府外交部工作，任外交部政策委员会负责人。1954年3月，参与出席日内瓦会议中国代表团准备工作。1955年1月，任外交部美洲澳洲司司长。1957年6月，徐永煐被中共中央指定为翻译重要文件的英文审定组组长。
1958年10月，因急性胃穿孔，送入北京医院抢救。11月，不再担任外交部美澳司司长一职。1959年11月，改任外交部顾问。1960年，主持毛选第四卷英译工作。1964年，在江西省获选为第三届全国人民代表大会代表。5月，任中国人民外交学会副会长、党组书记。同年冬，因突发脑溢血送医抢救，最终半身瘫痪。1968年9月9日，因突发脑溢血送医抢救无效逝世。

## 家庭
徐永煐妻子张淑义曾任中共中央外事组翻译、全国妇联国际联络部副部长、中华全国保卫儿童委员会副秘书长，全国政协第三、四、五届委员。儿子徐庆东是中国著名导演。